# Lamenay-sur-Loire
Lamenay-sur-Loire é uma comuna francesa na região administrativa de Borgonha-Franco-Condado, no departamento Nièvre. Estende-se por uma área de 10,86 km². Em 2010 a comuna tinha 66 habitantes (densidade: 6,1 hab./km²).